# Anahim's Flat Indian Reserve 1
Anahim's Flat Indian Reserve 1 är ett reservat i Kanada.   Det ligger i provinsen British Columbia, i den sydvästra delen av landet, 3 500 km väster om huvudstaden Ottawa.
I omgivningarna runt Anahim's Flat Indian Reserve 1 växer i huvudsak barrskog. Runt Anahim's Flat Indian Reserve 1 är det glesbefolkat, med 10 invånare per kvadratkilometer.